# Иоанникий (Скабовский)
Архимандрит Иоанникий (Скабовский; умер 1 (12) августа 1753) — архимандрит, ректор Тверской духовной семинарии.
Окончил курс Киевской духовной академии и до 1742 года был в Киеве кафедральным проповедником.
С открытием в Твери духовной семинарии в 1742 году был назначен её первым ректором и произведён в сан архимандрита Отрочь-монастыря.
В 1744 году стал архимандритом Колязина монастыря, с 1751 года — киевского Пустынно-Николаевского и затем Киево-Михайловского.
В 1753 году состоялось его назначение в Киево-Межигорский монастырь.
С его именем известна одна проповедь в неделю XXIII по пятидесятнице (М., 1742).